# Capitol (Spiel)
Capitol (benannt nach dem Kapitol in Rom) ist ein Brettspiel von Aaron Weissblum und Alan R. Moon. Das 2001 von Schmidt Spiele veröffentlichte Aufbauspiel spielt im antiken Rom. Es wurde später von Jolly Roger Games unter dem Namen Clocktowers als schnellere Kartenspiel-Variante wiederveröffentlicht.

## Spielablauf
Capitol wird in vier Runden gespielt, jede Runde ist in vier Phasen aufgeteilt: Aufbau, Verbesserung, Punkten und Endphase. Während der Aufbauphase können die Spieler Aktionen mit ihren Handkarten ausführen.
- Aufbaukarten erlauben den Bau von zwei hölzernen Fußböden (kleine hölzerne Blöcke). Diese kann man zu einem angefangenen Gebäude hinzufügen oder benutzen, um ein neues Gebäude anzufangen.
- Dachkarten erlauben es, Gebäude zu vollenden, indem man ein rundes oder dreieckiges Dach auf einem Stapel von Fußbodenkarten platziert. Sobald ein Gebäude komplett ist, kann man es mit einer Genehmigungskarte auf dem Spielbrett platzieren.
- Die Genehmigungskarte gibt es in drei verschiedenen Farben: pink, blau und violett. Jede passt zu einem von drei Sektoren auf dem Spielbrett.

Sobald alle Spieler einmal das Kartenausspielen weitergegeben haben, beginnt die Verbesserungsphase. Dies ist eine sehr schnelle Bietrunde, in der die Spieler Brunnen, Amphitheater oder Tempel gewinnen können.
Es folgt die Punktephase. Jedes der neun Areale wird gewertet, indem der erste und zweite Spieler bestimmt werden. Der erste Spieler jedes Areals erhält zwei Punkte. Hat die Sektion einen Brunnen, erhalten der erste und der zweite Spieler einen zusätzlichen Punkt. Hat die Sektion einen Tempel, werden alle Punkte verdoppelt.
Die letzte Phase ist die Endphase. Jeder Spieler zieht nacheinander sechs Karten von den aufgedeckten Gebäude-, Dach- und Genehmigungskarten. Wenn ein Areal ein Amphitheater hat, zieht der erste Spieler zwei Extrakarten und der zweite Spieler eine.
Der Spieler, der am Ende der vierten Runde die meisten Punkte hat, gewinnt das Spiel.

## Auszeichnungen
- Auswahlliste Spiel des Jahres  2001
- Platz 5 beim Deutschen Spiele Preis 2001
- Auswahlliste International Gamers Award 2002

## Neuauflage
2009 erschien mit Skyline 3000 eine Neuauflage von Capitol, die das Spielprinzip des Vorgängers nahezu unverändert übernimmt, jedoch um den Aufbau einer Metropole in der Zukunft dreht.